# Джаред Кушнер
Джаред Корі Кушнер (англ. Jared Corey Kushner; нар. 10 січня 1981, Лівінгстон, Нью-Джерсі) — американський бізнесмен, політичний радник; власник девелоперської компанії та газети New York Observer.
Кушнер є зятем президента США Дональда Трампа і з січня 2017 — його старшим радником.

## Біографія
Джаред Кушнер є старшим сином підприємця нерухомістю з Нью-Йорку Чарльза Кушнера, за походженням єврея. Родина Кушнерів належить до «модерної ортодоксальної» єврейської общини Нью-Йорку. Батьківській родині вдалося вижити під час Голокосту в Білорусі.
У 2003 р. здобув ступінь бакалавра соціології в Гарвардському університеті. У 2007 р. він також закінчив Нью-Йоркський університет..
У 2009 р. одружився з Іванкою Трамп, дочкою бізнесмена Дональда Трампа. У пари є троє дітей. Кушнер брав активну участь у передвиборчій кампанії Трампа на президентських виборах у 2016 р.

## Бізнес
Кушнеру дісталася у спадок компанія його батька Чарльза Кушнера. У 2008 році його було призначено виконавчим директором корпорації «Kushner Properties», після чого він зайнявся ще більшими фінансовими операціями.